# Eulinognathus scirtopodae
Eulinognathus scirtopodae är en insektsart som beskrevs av Blagoveshtchensky 1965. Eulinognathus scirtopodae ingår i släktet Eulinognathus och familjen ledlöss. Inga underarter finns listade i Catalogue of Life.